# Biofiltre

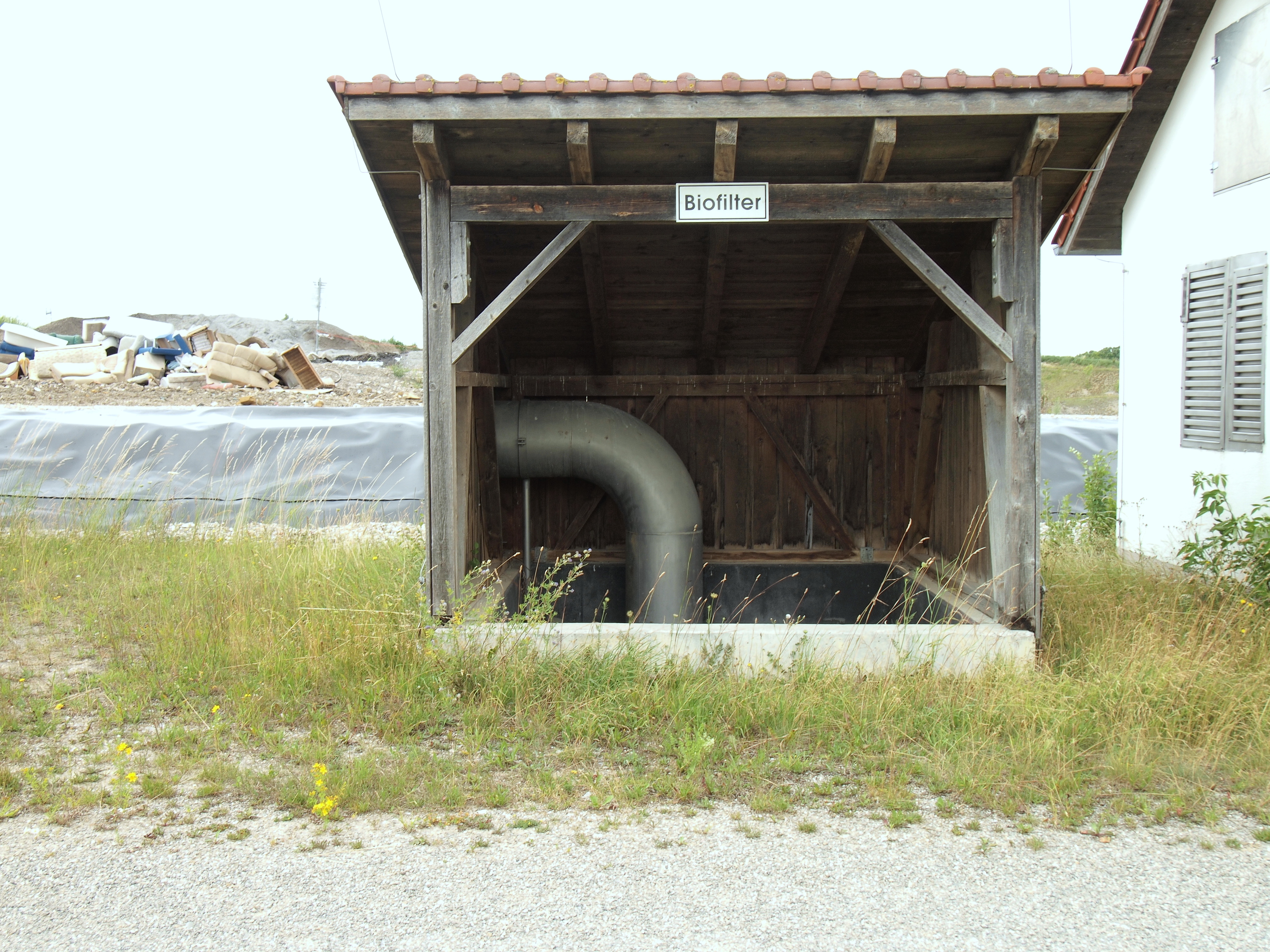
Dispositiu de control de contaminants.

Els biofiltres són uns dispositius emprats per controlar la contaminació, eliminant compostos contaminants des d'un corrent fluid (ja sigui aire o aigua) degradant-los biològicament. Habitualment s'utilitza per al tractament d'aigües residuals, per oxidar mitjançant els microorganismes els contaminants de l'aire i per atrapar productes químics nocius.

## Breu història
Primerament el biofiltre va ser introduït a Anglaterra el 1893 com un filtre percolador per tractar aigües residuals i posteriorment amb els anys, donat el seu èxit, a tractar més tipus d'aigües.
Posteriorment, des de principis del segle xx, a Europa es va ampliar l'abast del tractament biològic per filtrar aigües superficials amb l'objectiu de garantir-la pel consum. Així doncs, el tractament d'aigües residuals i d'aigües grises, l'aqüicultura, i aquesta utilitat anomenada abans són les que centren més interès avui dia sobre la biofiltració.
Pel que fa a la seva composició, originalment els biofiltres es feien utilitzant simple roca o escòria com a medi filtrant, tot i que actualment s'utilitzen molts tipus de materials diferents, tant inorgànics (sorra, grava, geotèxtil, plàstics, vidre…) com orgànics (compost, torba, fusta…).
Aquestes últimes dècades s'està desenvolupant l'ús de biofiltres per eliminar les emissions de contaminants i residus, englobant així noves possibilitats i diferents alternatives de tractament, ja que, si consultem dintre d'aquest àmbit a què feia referència la legislació, observem que se centrava a eliminar i reduir en origen aquestes emissions bàsicament, entenent aquest com el mètode més desenvolupat.
No obstant això; encara que siguin molt utilitzats avui dia en diferents usos en general, encara no se saben amb completa certesa els fenòmens físics que fan que funcioni així, i s'està estudiant i desenvolupant, sobretot, informació sobre els microorganismes que hi actuen.

## Usos

### Control de la contaminació
Quan els utilitzem per eliminar els contaminants de l'aire, els biofiltres empren microorganismes (bacteris i fongs bàsicament) per degradar aquests components. L'aire humit flueix a través d'un llit i els compostos contaminants es transfereixen dins un biofilm que es troba a la superfície de l'embalatge. Els microorganismes que estan fixats dins aquesta pel·lícula biològica degraden els pol·luents. En el procés de digestió, aquests es transformen en altres menys contaminants, que fan més bona olor, etc., com per exemple, qualsevol compost orgànic es transforma en diòxid de carboni i aigua, l'àcid sulfhídric en àcid sulfúric i l'amoníac a àcid nítric.
L'aire és humidificat abans d'entrar al llit (on estan fixats els microorganismes) mitjançant un sistema de reg o aspersió, una cambra d'humidificació, un bioscrubber (o biolavador)... Aquest procés és molt important, i optimitzar aquesta humidificació i el seu manteniment és un dels reptes per tal que els biofiltres millorin tecnològicament.
L'ús principal d'aquests, en aquest àmbit, és tractar compostos orgànics volàtils (COV) solubles en aigua i compostos pestilents, i també es tracten COVs mixtos i diversos components de sofre, inclús el sulfit d'hidrogen. També s'han donat casos en què s'ha eliminat metà (amb un rendiment del 50%) o completament el clorur de metilè. Les indústries que tracten gas d'escapament d'aigües residuals, menjar i productes animals, farmacèutics, pintures, resines, ..., utilitzen aquesta tecnologia.

### Tractament d'aigua
En aquest cas s'utilitza un llit bacterià i el procés varia en diferents aspectes respecte a l'anterior, ja que l'efluent a tractar ara és l'aigua. El biofilm està compost per diversos microorganismes (bacteris, fongs, llevats…), macroorganismes (protozous, anèl·lids, larves d'insectes...) i polímers extracel·lulars, adquirint així un aspecte viscós, tèrbol, fangós.
Sobre com introduir l'aigua, pot ser intermitentment o de forma contínua, amb flux descendent o ascendent, passant per 3 fases habitualment, depenent de la manera d'alimentar-lo. Corresponen a una fase sòlida (llit), líquida (aigua), gasosa (aire).
La matèria orgànica i diversos components de l'aigua entrant es biodegraden i es difonen al biofilm. El procés és aeròbic, és a dir, que els microorganismes i les comunitats que hi participin requereixen oxigen per fer les seves funcions, i aquest és subministrat per la mateixa aigua i el seu flux al llarg de les 3 fases, tot i que també se’n pot introduir més, d'una font externa.
Molts factors influeixen al rendiment del tractament, com per exemple la composició de l'aigua, l'antiguitat del biofilm, el nivell d'aeració, la temperatura... però la més rellevant i important és l'activitat microbiana.

#### Aigua potable
Per potabilitzar aigua s'empren microorganismes d'origen natural sobre aigües superficials que incloguin baixa terbolesa i gran contingut d'oxigen per tal de millorar la seva qualitat tot reduint malalties que es transmeten per l'aigua, carboni orgànic dissolt... Es poden utilitzar filtres de sorra o de carboni per donar suport als microorganismes i afavorir el seu creixement, fent més eficaç el seu contacte amb l'aigua.

#### Aqüicultura
S'utilitzen biofiltres a les recirculacions d'aigua dins els sistemes tancats, amb l'objectiu de reduir els canvis d'aigua mitjançant la conversió d'amoníac (provinent de l'excreció branquial d'animals aquàtics i de la descomposició de la matèria orgànica) a nitrat (molt menys tòxic). Aquest procés requereix condicions aeròbiques i l'ús de tampons per neutralitzar el pH, ja que es formaran H+ que el faran disminuir.

## Avantatges
• fàcil construcció i senzilla estructura superficial • alts rendiments d'absorció i eficàcia • ampli ventall de diferents aigües a tractar (de diferents composicions, concentracions...) • molt eficaç si el contaminant es degrada biològicament • molt adequat per tractar grans volums d'aire • no hi ha contaminació secundària, només s'obté biomassa addicional, CO₂ i H₂O • l'aigua que es necessita emprar per al manteniment dels biofiltres és acceptada per plantes municipals sense haver-se de tractar prèviament • fàcil retorn a la situació inicial en cas d'error o problema (parar l'entrada de flux, crear a contracorrent...) • menys costos que per altres tractaments similars

## Inconvenients
• estructura interna és complexa i variable quant a la seva dinàmica hidràulica, els microorganismes que hi participen... • necessiten i abasteixen una gran àrea, implica una gran petjada ecològica • possible obstrucció del biofilm al llarg del temps, per l'acumulació de compostos causats per la filtració i el creixement de la biomassa • requeriment específic d'un interval de temperatures (entre els 5 – 40 °C) per condicionar i afavorir l'activitat dels microorganismes, que pot suposar un cost addicional • l'aigua amb la qual operen té una DBO mitjanament alta, i pot requerir tractament abans de la seva disposició (tot i que molts sistemes recirculen part d'aquesta aigua per reduir costos)

## Experimentació
Diversos estudis realitzats amb diferents biofiltres conclouen que els que estan plens de fibra de coco o de llots a base de carboni són els que menys impactes causen, des del punt de vista mediambiental.
S'ha provat en diferents casos que els biofiltres tenen un rendiment molt elevat d'absorció:
Pel que fa al tractament de males olors a plantes d'aigües residuals, en comparació amb altres tipus de reactors amb els mateixos objectius, com per exemple els biofiltres percoladors i bioreactors de membrana de fibra buida, s'ha experimentat que els biofiltres treballen amb un millor rendiment. Tanmateix, per l'absorció de COVs es va observar que el rendiment oscil·lava entre un 96 – 99,7%.